# HD 240237 b
HD 240237 b (بالإنجليزية: HD 240237 b)‏ هو كوكب خارج المجموعة الشمسية، في كوكبة ذات الكرسي، يتبع HD 240237 ‏.

## الاكتشاف
اكتشف في 9 أكتوبر 2011.